# Diecezja Sale
Diecezja Sale – diecezja Kościoła rzymskokatolickiego, należąca do metropolii Melbourne. Została erygowana 10 maja 1887 roku na terytorium należącym wcześniej do archidiecezji Melbourne.